# Camille Andrès

Camille Andrès (stehend, rechts), Alexandre Guilmant (sitzend, im Vordergrund), Pierre de Bréville (im Hintergrund) und Eugène Gigout (stehend, links)

Camille Andrès (* 5. März 1864 in Ingersheim (Haut-Rhin); † 1904 in Paris) war ein französischer Organist und Komponist.
Andrès besuchte die Musikschule von Louis Niedermeyer, wo er ein Diplom als Organist erwarb und studierte dann am Conservatoire de Paris bei Léo Delibes und Théodore Dubois. 1891 erlangte er beim Wettbewerb um den Prix de Rome hinter seinen Mitschülern an der École Niedermeyer Charles Silver und Alix Fournier, die den ersten und zweiten Preis erhielten, eine ehrende Erwähnung.
Nach dem Tod von Émile Bernard 1902 wurde er dessen Nachfolger an der großen Cavaillé-Coll-Orgel der Kirche Notre-Dame-des-Champs in der Rue Montparnasse. Sein Nachfolger wurde 1904 René Vierne, der Bruder des Komponisten Louis Vierne. Andrès veröffentlichte eine Sammlung von Chorliedern unter dem Titel Les Ruisseaux.
Neben Klavier- und Orgelwerken komponierte Andrès auch Vokalmusik.